# Gari juliae
Gari juliae is een tweekleppigensoort uit de familie van de Psammobiidae. De wetenschappelijke naam van de soort is voor het eerst geldig gepubliceerd in 2007 door Willan & Huber.